# Litchfield (condado de Litchfield, Connecticut)
Litchfield es un borough ubicado en el condado de Litchfield en el estado estadounidense de Connecticut. En 2005 tenía una población de 1.328 habitantes y una densidad poblacional de 173 personas por km².

## Geografía
Litchfield se encuentra ubicada en las coordenadas 41°44′51″N 73°11′17″O / 41.74750, -73.18806.

## Demografía
Según la Oficina del Censo en 2000 los ingresos medios por hogar en la localidad eran de $58,333, y los ingresos medios por familia eran $77,843. Los hombres tenían unos ingresos medios de $59,375 frente a los $35,156 de las mujeres. La renta per cápita para la localidad era de $38,789. Alrededor del 4.8% de la población estaba por debajo del umbral de pobreza.